# Hans G. Tonndorf
Hans G Tonndorf, född 7 mars 1915 i Tyskland, död 29 juli 2005 i Stockholm, var en svensk författare inom ekonomi, marknadsföring och franchising.
Han föddes i Tyskland och kom till Sverige när han var 18 år. Han gav ut mer än 20 böcker inom ovanstående ämnen. Många av dem översattes till flera språk.